# (8215) Zanonato
(8215) Zanonato est un astéroïde de la ceinture principale.

## Description
(8215) Zanonato est un astéroïde de la ceinture principale. Il fut découvert le 31 mars 1995 à Nachikatsuura par Yoshisada Shimizu et Takeshi Urata. Il présente une orbite caractérisée par un demi-grand axe de 2,35 UA, une excentricité de 0,08 et une inclinaison de 2,2° par rapport à l'écliptique.

## Compléments